# 松井七夫
松井 七夫（まつい ななお/しちお、1880年3月15日 - 1943年2月20日）は、日本陸軍の軍人。最終階級は陸軍中将。

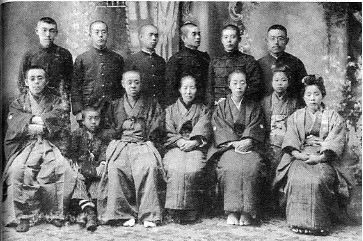
松井家の家族写真
2列目左から5人目が七夫、4人目が石根
1列目左から3人目と4人目が父の武国と母のひさ。

## 経歴
愛知県出身。旧尾張藩士、松井武国・ひさの七男として生まれた。六男はのちに陸軍大将となる松井石根。1899年（明治32年）11月、陸軍士官学校（11期）を卒業し、翌年6月、歩兵少尉に任官。1903年（明治36年）8月、陸軍大学校に入学。日露戦争勃発により1904年（明治37年）2月、陸大を中退。1906年（明治39年）3月、陸大に復校し、1908年（明治41年）11月、同校（20期）を卒業した。
1921年（大正10年）4月、歩兵大佐に昇進し歩兵第23連隊長に就任。1922年（大正11年）8月、関東軍高級参謀に転じた。1923年（大正12年）11月、奉天特務機関長となる。1924年（大正13年）8月、支那政府応聘となり、張作霖の軍事顧問を務め親密な関係にあったが、1928年（昭和3年）に張作霖爆殺事件が起きると、暴走した関東軍の行為に不満を示し、日本に帰国した。
1929年（昭和4年）12月、歩兵第21旅団長に就任。1930年（昭和5年）8月、陸軍中将に進むと同時に待命となり、同月、予備役編入となった。

## 栄典
- 1899年（明治32年）11月21日 - 恩賜の銀時計[1]

## 著作
- 述、井上五郎編『兄松井石根を語る』富士書房、1938年。

## 系譜
松井家の先祖は、松井信薫（まつい のぶしげ）で、駿河国二俣城の城主であった。